# Pyrostria neriifolia
Pyrostria neriifolia är en måreväxtart som först beskrevs av Anne-Marie Homolle och Jean Arènes, och fick sitt nu gällande namn av Razafim., Lantz och Birgitta Bremer. Pyrostria neriifolia ingår i släktet Pyrostria och familjen måreväxter.
Artens utbredningsområde är Madagaskar. Inga underarter finns listade i Catalogue of Life.